# Región fortificada
Las regiones fortificadas son el conjunto de territorios preparados de antemano para la defensa, contienen a la vez una formación militar equivalente a un regimiento o una brigada debido al número de efectivos que posee.
Cada Región fortificada contaba con una jefatura y un cuartel general de 2 a 8 batallones artillería de ametralladoras, un regimiento de artillería y varias baterías independientes de artillería acasamatada un batallón de tanques una compañía o Batallón de Comunicaciones y un batallón de zapadores entre otras unidades.
Aproximadamente cada región fortificada ocupaba una superficie de 100 a 180 km a lo largo del frente y de 30 a 50 km de profundidad la región se notaba de un complejo conjunto de estructuras de hormigón de carácter defensivo y de servicios y dentro de cada región fortificada se construían recintos subterráneos para almacenes centrales eléctricas hospitales puntos de mando nudos de telecomunicación.
El recinto subterráneo se comunicaban a través de un extenso sistema de túneles galerías y pasadizos cubiertos y además se construyó nombre a la red ferroviaria que permitiese mejor aprovisionamiento del Frente maniobrabilidad de los trenes y un rápido traslado de la reserva a los tramos más amenazados.
Un ejemplo de región fortificada sería la línea de Stalin.
- Datos: Q56377272